# 오쿠보 다다모토 (1604년)

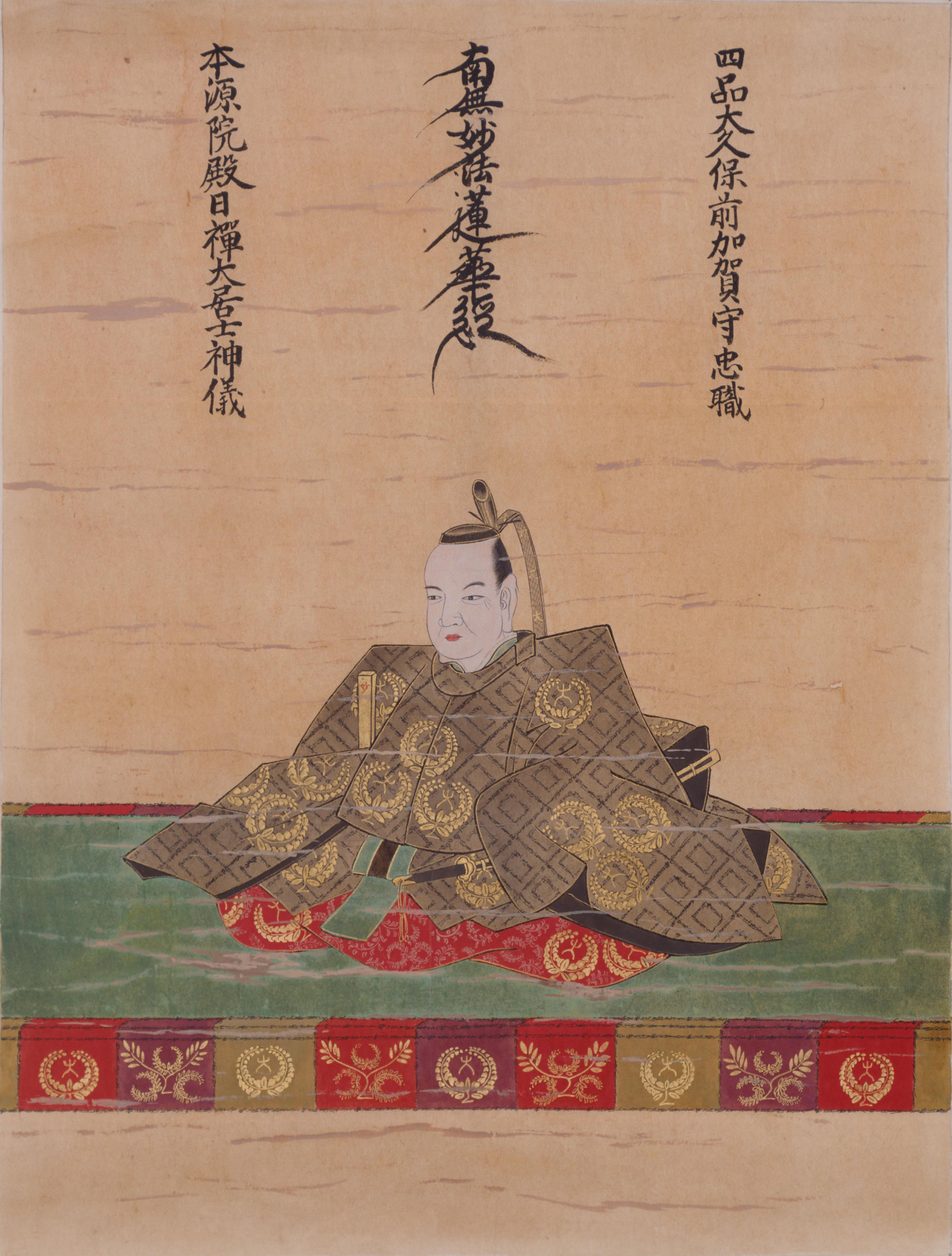
오쿠보 다다모토

오쿠보 다다모토(일본어: 大久保忠職, 1604년 ~ 1670년 6월 6일)는 에도 시대 전기의 다이묘이다. 무사시 기사이 번 제2대 번주, 미노 가노번주, 하리마 아카시번주, 히젠 가라쓰번 초대 번주를 지냈다. 오다와라번 오쿠보 가(小田原藩大久保家) 제2대 당주.
오다와라 번주 오쿠보 다다치카의 장손이자 기사이 번 선대 번주 오쿠보 다다쓰네의 장남이며 어머니는 오쿠다이라 노부마사의 딸이며 외조모는 도쿠가와 이에야스의 장녀 세이토쿠인(盛徳院, 가메히메)이다.
1614년 조부 다다치카가 개역당함으로 인해 다다모토를 포함한 오쿠보 씨들은 연좌의 대상이었으나 조부의 공적과 외조모 세이토쿠인의 인연으로 기사이 번은 무사하게 되었다.
1632년 다다모토의 외종제이자 가노번주인 오쿠다이라 다다타카의 요절 그리고 다다타카 사후에 태어난 아들 우쿄마저 병약한 몸으로서 1635년 4살의 어린 나이로 유아사망하여 후사가 없어진 가노 번 오쿠다이라 가는 개역당하여 대가 끊기게 된다. 그런 빈자리를 다다모토가 기사이 번에서 가노 번으로 이봉하게 된다.
| 전임 오쿠보 다다치카 | 제5대 오쿠보 종가 당주 | 후임 오쿠보 다다토모 |

| 전임 오쿠보 다다쓰네 | 제2대 기사이 번 번주 (오쿠보가) 1611년 ~ 1632년 | 후임 폐번 |

| 전임 오쿠다이라 다다타카 | 가노번 번주 (오쿠보가) 1632년 ~ 1639년 | 후임 마쓰다이라 미쓰시게 |

| 전임 마쓰다이라 미쓰시게 | 아카시번 번주 (오쿠보가) 1639년 ~ 1649년 | 후임 마쓰다이라 다다쿠니 |

| 전임 막부령(데라자와 가타타카) | 제1대 가라쓰번 번주 (오쿠보가) 1649년 ~ 1670년 | 후임 오쿠보 다다토모 |